# Свети Димитрије (Кожани)
Свети Димитрије (грч. Άγιος Δημήτριος, Ајос Димитриос) је насељено место у општини Кожани у периферији Западна Македонија, Грчка. Према попису из 2021. године био је 621 становник.
Насеље је 1913. године имало 846 житеља Турака. Године 1923. турско становништво је принудно исељено у Турску а на њихово место је насељено 239 караманлијских избегличких породица, којих је на попису из 1928. године било 850. Село се раније звало Топчилар.